# Neurogénesis
La neurogénesis (nacimiento de nuevas neuronas) es el proceso por el cual se generan nuevas neuronas a partir de células madre y células progenitoras.A través de precisos mecanismos genéticos mediante los que se determina el linaje celular, se generan diferentes variedades de neuronas excitatorias e inhibitorias desde diferentes tipos de células madre neurales.La neurogénesis se encuentra más activa durante el desarrollo prenatal y es responsable de poblar con neuronas el encéfalo en crecimiento. Recientemente se ha demostrado que la neurogénesis continúa en dos partes del cerebro adulto de los mamíferos: la zona subgranular del giro dentado del hipocampo y la zona subventricular de los ventrículos laterales (llamada zona ventricular durante el desarrollo).Este proceso se conoce como neurogénesis adulta. Algunos estudios han mostrado que la testosterona en vertebrados y la prohormona ecdisona en insectos influyen en la velocidad de neurogénesis.
La neurogénesis ocurre durante la formación de embriones de todos los animales y es responsable de producir todas las neuronas del organismo.Antes de que se produzca la neurogénesis, las células madre neurales se multiplican hasta alcanzar el número correcto de células progenitoras. Por ejemplo, las células madre neurales primarias del encéfalo de mamíferos, llamadas células de glía radial, residen en una zona embrionaria llamada zona ventricular, adyacente a los ventrículos cerebrales en desarrollo.
El proceso de neurogénesis requiere una división celular asimétrica de la célula madre neural progenitora que producirá neuronas hijas, que no se dividirán de nuevo. Entre los factores moleculares y genéticos que influyen en la neurogénesis destaca la ruta de señalización Notch, entre otros muchos genes que influyen en la regulación de la vía Notch.De esta forma, todas las neuronas son posmitóticas y la mayoría de las neuronas del sistema nervioso central humano viven toda la vida del individuo. Por otra parte, en otros vertebrados también se ha observado neurogénesis regenerativa.
Además, muchos depresivos han mostrado un incremento en el ratio de neurogénesis en el hipocampo.El proceso opuesto es la neurodegeneración.